# Hans van der Hoeve
Hans van der Hoeve (3 september 1952) is een Nederlandse politicus en voormalig ambtenaar. Hij is lid van de Volkspartij voor Vrijheid en Democratie (VVD).

Van der Hoeve was van 20 april 2012 tot 26 september 2019 burgemeester van de op de Veluwe gelegen gemeente Epe. Vanaf 15 december 2010 was hij al waarnemend burgemeester omdat toenmalig burgemeester Marijke van Lente-Huiskamp door ziekte was geveld. Als burgemeester was Van der Hoeve verantwoordelijk voor zaken als veiligheid, organisatie en bedrijfsvoering. Daarvoor was hij gemeenteraadslid in Wageningen en bekleedde sedert 2002 ook het fractievoorzitterschap. Bastiaan Meerburg is hem als raadslid opgevolgd.
Van 1988 tot 2000 werkte Van der Hoeve bij het Ministerie van Landbouw, Natuurbeheer en Visserij en van 2000 tot 2010 in een leidinggevende functie bij de provincie Gelderland, waar hij te maken had met een takenpakket dat zowel op landelijk als stedelijk gebied was gericht.
Van der Hoeve woonde in zijn jeugd in het tot de gemeente Epe behorende dorp Vaassen en is afgestudeerd aan de Landbouwhogeschool Wageningen. Hij is getrouwd en heeft twee zoons.